# شهرستان ماتان
شهرستان ماتان (به انگلیسی: La Matanie Regional County Municipality) یک منطقهٔ مسکونی در کانادا است که در با-سن-لوران واقع شده‌است. شهرستان ماتان ۳٬۳۸۰٫۰۰ کیلومتر مربع مساحت و ۲۱٬۷۸۶ نفر جمعیت دارد.